# Завоюване на Босна
Османското завоюване на Босна
През 1451 г., т.е. повече от 65 години след първоначалните си атаки, Османската империя официално създава област Босненско краище на част от босненската територия, като погранична зона и военно-административна единица по османската граница. 
През 1392 г., т.е. непосредствено след смъртта на Твъртко I, османците формират т.нар. Скопско краище с насоченост към Босна главно, а и въобще със стратегическия замисъл за овладяване и подчиняване на сръбските земи. 
В голяма битка през август 1415 г. в близост до Добой или в долината на река Лашва, османците печелят голяма победа, с която нарушават баланса на силите в региона. 